# Guardians of Time (art)
Guardians of Time és una sèrie d'escultures creades per l'artista austríac Manfred Kielnhofer. Aquestes figures, amb forma de capes misterioses sense rostre, simbolitzen el pas del temps i la protecció espiritual de la humanitat. Exposades en diversos llocs del món, aquestes escultures han esdevingut una obra emblemàtica de l’art contemporani per la seva estètica enigmàtica i el seu profund significat filosòfic.

## Idea i història
Els guardians del temps van ser desenvolupats per l’artista Manfred Kielnhofer, que estava segur que la humanitat està vigilada i protegida per personatges estranys. El dissenyador i fotògraf sempre va estar interessat en l’ésser humà com a model i en una font potencial de perill per a la humanitat. El 2006 va crear el primer "Time Guardians" a mida real per formar part del Skulpturenpark Artpark de Linz. L'escultura recordava la figura dels monjos. L’artista utilitzaria la forma humana com a eina, fos sobre un llenç o en una escultura. Durant els anys següents, Kielnhofer va posar els seus guardians en llocs públics, com davant d'antics castells, places, antigues mines o parcs. Va viatjar a diversos països i va formar part de moltes exposicions. En les seves obres d'art, Manfred Kielnhofer tractà del desig natural de seguretat de l'ésser humà. Així, la seva obra reflecteix una autèntica exploració, consideració i discussió sobre estats d’ànim i sensibilitats actuals i històrics del seu entorn social. El missatge és que les persones mai no haurien d’oblidar que sempre són observades per un poder més fort que la humanitat.
El 2012 Kielnhofer va dissenyar uns protectors en miniatura de 54x36x34cm, d'1 kg, com a edició limitada, i estaven signats i fabricats en plàstic. Es podien il·luminar des de dins en diversos colors. Un dels mini guàrdies va ser encomanat per Peter Weibel per a la ZKM el 2012. Els guardians del temps s'instal·laren també a During Art Dubai 2013. I el primer guardià de bronze seria per Krismer. El 2014, les escultures a gran escala de guardians de 220x220x220cm es mostraren al Festival de les Llums de Berlín. Els guardians es mostraren també a la 56a Biennal d’Art de Venècia, en un esdeveniment col·lateral: i estructures personals, existència d’espai temporal al Palazzo Mora. També creà els primers treballs amb vidre al Berengo Studio de Venècia. L'estudi Massimo Galleni va fer una fina capa buida de marbre blanc de Carrara el 2016.

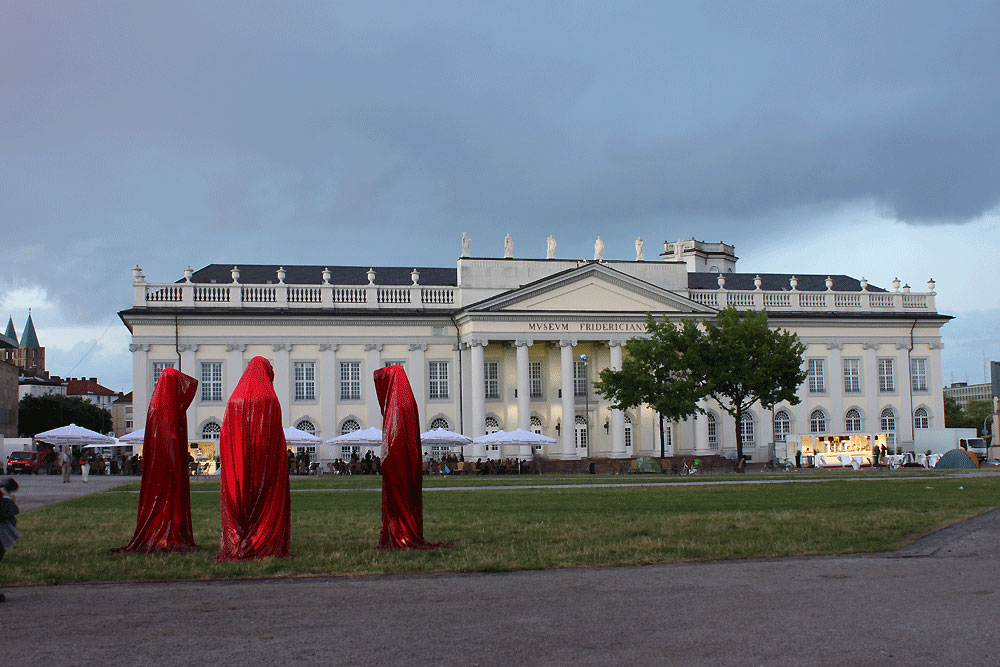
Ocupa Kassel, documenta (13)

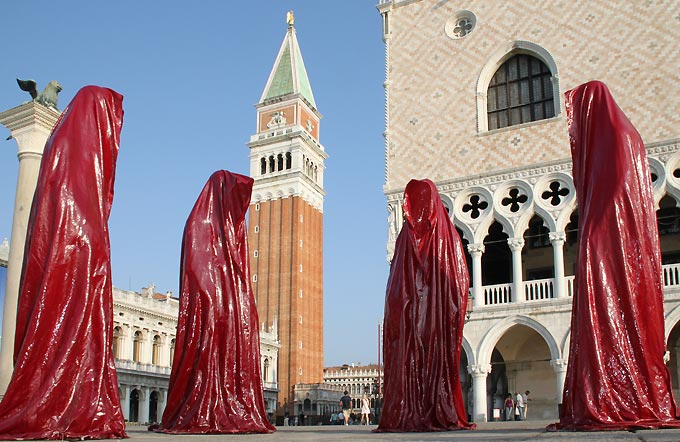
El projecte d’art lluminós Guardians of Time de gira a Venècia, plaça de Sant Marc, 2011

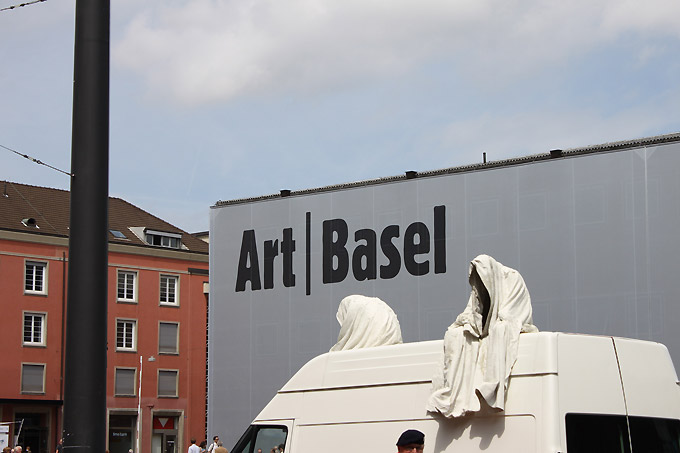
Projecte d'art públic en gira a Basilea, Art Basel, Disseny Miami / Basilea, Liste, Scope, Volta, 2011

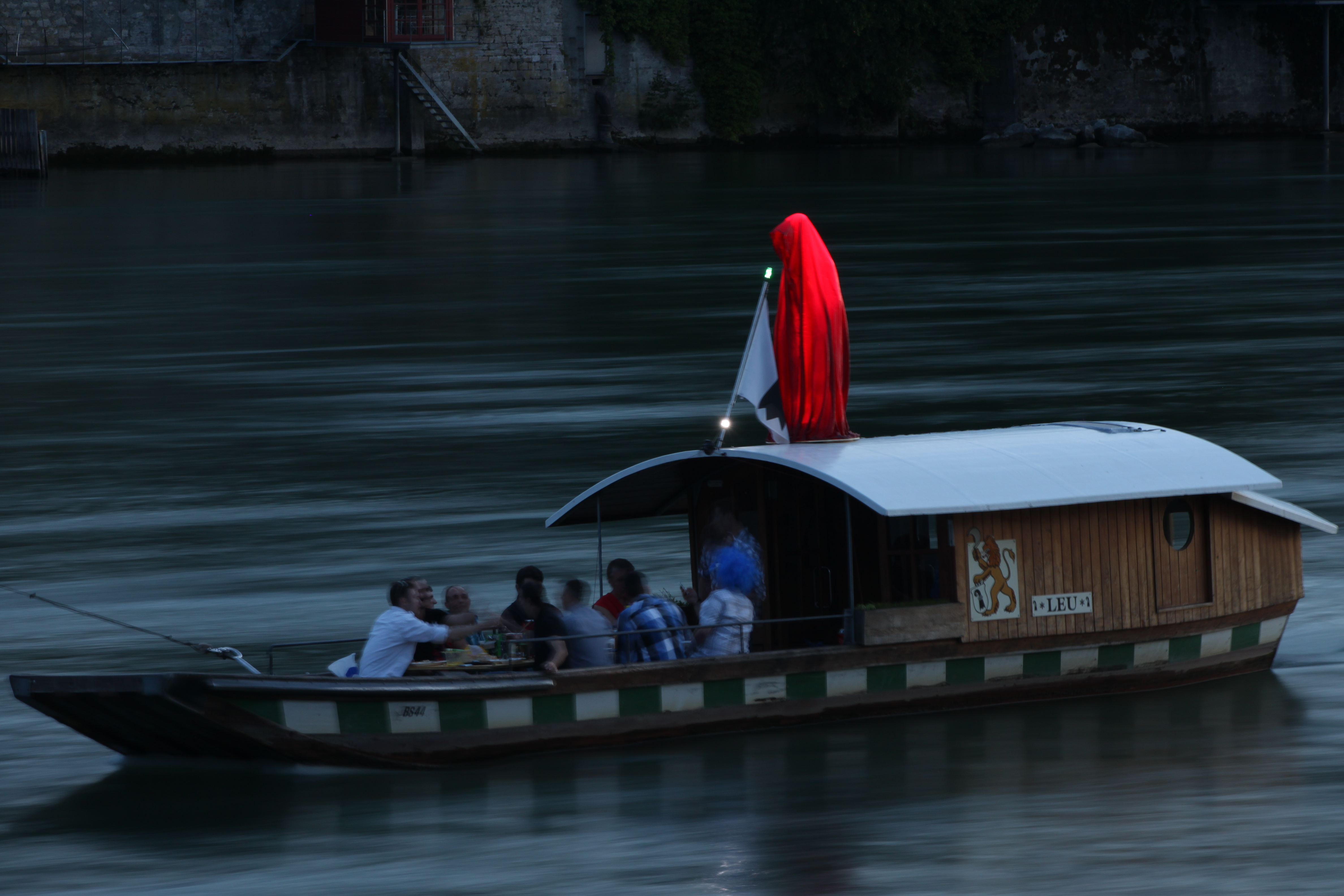
Ferryman a Art Basel 2012

Guardians of Time, Festival of Lights (Berlín) Catedral francesa, Berlín, Velotaxi 2011

## Exposicions
- 2006–2007 . : Galeria Artpark Linz - Skulpturenpark Artpark, Galeria Fotopark Linz, Time guardians on tournee
- 2008. Egon Schiele Art Centrum (CZ), Gallery Fontaine Amstetten, Black Box Gallery Copenhagen / Linz, art garden Graz ;
- 2009 Cass Sculpture Fondation (Regne Unit), Art Vilnius juntament amb Martina Schettina, Franz West i de: Herbert Brandl,[2][3] Artfair Berlin-Arttower, Galerie Seywald Salzburg, Mobile-Galerie Hörsching, Woka Lamps Vienna
- 2010 Castle Schloss Steyregg a prop de Linz, Neuköllner Kunstsalon Berlin, Galerie Kunst und Handel Graz, Kunstraum Ringstrassen, Light Art Biennale Austria 2010, Galerie Claudiana, Area 53 vienna, Citygalerie, Kunsthandel Freller
- 2011 Galerie Thiele Linz, Nord Art Germany, Kunstprojekt "ghost car" zur Art Basel, Liste, Scope, Volta Show, Festival of Lights Berlin, Grevenbroich Inseln des Lichtes, Kunsthaus Tacheles Berlin, Kunstverein Passau, ArtStays Ptuj Slovenia, Time guards in tour a Venècia
- 2012 Designmonat Graz, Galerie Bachlechner, Mostra d'escultures Castle Hartberg "Slow", Ferryman Ferry Basilea Mostra d'art públic de Basilea, Moviment d'ocupació DOCUMENTA (13) Kassel Time guardies, Festival of Lights Berlin, fira d'Art i antiguitats jardí d'escultures de viena
- 2013 Galerie Liebau Burghaun Fulda, Phantasten Museum Wien, Guardians of Time Settle in While Art Dubai, VBKW Künstlerparade Stuttgart, Phantasten Museum Wien, mostra d'art públic Biennal de Venècia, SCOPE Art Show Basilea Galerie Kunst und Handel, Art Bodensee Galerie Galerie Bachlechner, contemporània austríaca escultures castell Tabor, Festival de les Llums de Berlín, fira d'art i antiguitats viena, Kunstmesse Fulda Galerie Liebau, projecte d'art contemporani d'Istanbul Galerie Kunst und Handel Graz viena, fira Wikam Art & Antiques viena jardí d'escultures Galerie Kunst und Handel, Art & Antique vienna Hofburg Kunsthandel Freller
- 2014 Wiener internationale Kunst & Antiquitätenmesse Kunsthandel Freller, Art & Antique Residenz Salzburg Kunsthandel Freller, Skulpturensommer Galerie Liebau, WIKAM im Schloss Laxenburg Galerie Szaal, Highlights Art Basel public art, Kunst in der Fabrik II im GIZ Rosegg Galerie Kunst und Handel,, ART Bodensee Galerie Galerie, Art Stays Festival Ptuj Eslovènia, Art Salzburg Kunsthandel Freller, Woodlands Waterway Arts Bench Competition, Texas EUA, Festival of Lights Berlin, WIKAM Galerie Kunst und Handel, Art & Antique Hofburg Vienna Kunsthandel Freller
- 2015 56a Biennal d’Art de Venècia, Esdeveniment col·lateral: estructures personals, existència d’espai temporal, Palazzo Mora, Biennal TRIO Biennal tridimensional de Rio de Janeiro, ArtPrize Grand Rapids, Michigan EUA
- 2016 4t premi d’art de Dubai, ArtPrize ArtPrize Grand Rapids Michigan EUA, galeria Susan Mains Granada, Galerie am Museum de Frauenau, Festival of Lights Berlin, Artigo Rio de Janeiro, fira Light festival Kolding Dinamarca
- 2017 Spotlight Festival Bucharest RO, Muralharbor Linz A, Museum Modern Art Hünfeld D, Guerilla art documenta Kassel, ArtPrize ArtPrize Grand Rapids Michigan USA, Swell Sculpture Festival Gold Coast AU, Festival of Lights Berlin, Kunst Zürich, Beijing China TaiKooLi mall
- 2018: Toronto Light Fest, art in fiera Italia - Kunst und Handel gallery, Lightart Zwickau, Swiss Triennial Festival of Sculpture Bad RagARTz, PAN Awareness Projekt #TheEyeofGuardian Ghana Afrika, Galerie Spittelberg Passage, Festival of Lights Berlin, Biennale Arte Salerno Italia, Tabakfabrik Linz
- 2019: Toronto Light Fest, distribuïdor d’art wikam artvienna Freller, Lichtgalerie Cottbus, PAN Austria Galerie, Gleis21 Dietikon Swiss,
- 2020: Stadtplatz Steyr, exposició de tres estàtues daurades a la plaça històrica de la ciutat, comprades pel govern local

## Publicacions
- 2006: a la base de dades en línia del MAK Museum of Applied Arts (Viena) Design-Info-Pool-Online
- 2006: Manfred Kielnhofer. Catàleg de l'exposició Artpark digitalprint Linz, Galeria ARTpark Lenaupark City Linz.
- 2007: Catàlegs de l'exposició Time guardians digitalprint Linz, Galeria ARTpark Lenaupark City Linz.
- 2008: Masters Contemporary Arts, Collectible Global Art BookISBN 978-91-89685-18-5
- 2008: Trends Contemporary Arts, Collectible Global Art BookISBN 978-91-89685-17-8
- 2009: Cass Sculpture Fondation (Regne Unit), Timfards de Manfred Kielnhofer, els més recents arribats de la Fundació
- 2011: NordArt, Kunstwerk CarlshütteISBN 978-3-9813751-2-1
- 2011: Festival de les Llums, Berlin Impressionen
- 2011: 500 x Art in Public, Chris van Uffelen, editorial BraunISBN 978-3-200-02461-8
- 2012: Kunstforum Bd. 217 dOCUMENTA (13), Ein Rundgang, pàgina 80,81
- 2012: ST / A / R Printmedium Wien - Berlín, pàgina 58
- 2012: portada Berliner Morgenpost, Festival de les Llums
- 2013: revista de la fira d’art d’Istanbul contemporània sobre gel, pàgina 41-45